# Stefan Majewski
Stefan Majewski (Bydgoszcz, 1956. január 31. –) világbajnoki bronzérmes lengyel labdarúgó, hátvéd, edző.

## Pályafutása

### Klubcsapatban
A Gwiazda Bydgoszcz, majd a Chemik Bydgoszcz korosztályos csapatában kezdte a labdarúgást. 1977–78-ban a Zawisza Bydgoszcz, 1979 és 1984 között a Legia Warszawa labdarúgója volt. A Legiával két lengyel kupagyőzelmet ért el. 1985 és 1987 között a nyugatnémet 1. FC Kaiserslautern, 1987–88-ban az Arminia Bielefeld játékosa volt. 1988–89-ban a ciprusi a Apóllon Lemeszú csapatában játszott. 1989 és 1993 között a német Freiburger FC labdarúgója volt.

### A válogatottban
1978 és 1986 között 40 alkalommal szerepelt a lengyel válogatottban és négy gólt szerzett. Az 1982-es spanyolországi világbajnokságon bronzérmet szerzett ez együttessel. Tagja volt az 1986-os mexikói világbajnokságon részt vevő csapatnak.

### Edzőként
1994-ben és 1995–96-ban a Polonia Warszawa vezetőedzője volt. 1997 és 1999 között a német 1. FC Kaiserslautern második csapatának az edzőjeként dolgozott. 1999 és 2001 között az Amica Wronki, 2001-ben a Zagłębie Lubin, 2002-ben a Świt Nowy Dwór Mazowiecki, 2003–04-ben ismét az Amica Wronki, 2004 és 2006 között a Widzew Łódź, 2006 és 2008 között a KS Cracovia szakmai munkáját irányította. 2009-ben a lengyel válogatott szövetségi kapitánya volt. 2010 és 2013 között a lengyel U21-es válogatott edzője volt.

## Sikerei, díjai
Lengyelország
- Világbajnokság
  - bronzérmes: 1982, Spanyolország

 Legia Warszawa
- Lengyel kupa
  - győztes (2): 1980, 1981